# Aphelandra lilacina
Aphelandra lilacina är en akantusväxtart som beskrevs av C. Ezcurra. Aphelandra lilacina ingår i släktet Aphelandra och familjen akantusväxter. Inga underarter finns listade i Catalogue of Life.